# Klosterberg (Naturschutzgebiet)
Der Klosterberg ist ein Naturschutzgebiet in der niedersächsischen Stadt Northeim im Landkreis Northeim.

## Allgemeines
Das Naturschutzgebiet mit dem Kennzeichen NSG BR 148 ist etwa 12,5 Hektar groß. Es ist größtenteils identisch mit dem gleichnamigen, 9,18 Hektar großen FFH-Gebiet und grenzt an mehreren Stellen an das Landschaftsschutzgebiet „Edesheimer Berg“. Teile des Landschaftsschutzgebietes sind in dem Naturschutzgebiet aufgegangen. Innerhalb des Naturschutzgebietes liegt ein circa 5,8 Hektar großes, besonders geschütztes Biotop (GB-NOM 4225/39 „Kalkmagerrasen, Gebüsch trockenwarmer Standorte und Erdfälle am Klosterberg“). Das Gebiet steht seit dem 9. Januar 2016 unter Schutz. Zuständige untere Naturschutzbehörde ist der Landkreis Northeim.

## Beschreibung
Das Naturschutzgebiet liegt nördlich von Northeim auf dem namensgebenden Klosterberg am Rand des Edesheimer Waldes. Es stellt einen nach Südwesten exponierten, mäßig steilen Hang eines Kalkrückens unter Schutz, auf dem sich ein gut ausgebildeter und zum Teil orchideenreicher Halbtrockenrasen, stellenweise mit Besenheidenbeständen, sowie aufgelassene Steinbrüche befinden. Weiterhin sind Laubgebüsche und naturnahe Feldgehölze, aber auf einer Fläche von 3,57 Hektar auch ein nicht standorttypischer Schwarzkiefernforst, der mittelfristig in einen Kalkbuchenwald umgewandelt werden soll, sowie Lesesteinriegel zu finden.
Auf dem Halbtrockenrasen siedeln u. a. Bienenragwurz, Fliegenragwurz und Mückenhändelwurz. Eine botanische Besonderheit ist die hier isoliert vorkommende und vom Aussterben bedrohte Herbstdrehwurz. Im Bereich der Steinbrüche siedeln neben den genannten Orchideenarten auch Gewöhnliches Katzenpfötchen, Filzsegge, Zierliches Labkraut, Gewöhnliche Kreuzblume und Deutscher Fransenenzian. Die stellenweise stark mit Rosen verbuschten Steinbrüche sind Lebensraum u. a. der Zauneidechse. Daneben kommen zahlreiche weitere, wärmeliebende Pflanzen- und Tierarten vor. Der Halbtrockenrasen wird extensiv beweidet. Zur Pflege und Freihaltung des Rasens werden auch Entkusselungsmaßnahmen durchgeführt.
Durch das Naturschutzgebiet verläuft ein unbefestigter Feldweg. Das Gebiet grenzt überwiegend an ackerbaulich genutzte Flächen. Nach Norden schließen sich auf Klosterberg und Wasenberg stockende Wälder an.